# Leichtathletik-Continentalcup
Der Leichtathletik-Continentalcup (offiziell World Athletics Continental Cup), bis einschließlich 2006 ausgetragen als Leichtathletik-Weltcup, war eine internationale Leichtathletikveranstaltung, die vom Leichtathletik-Weltverband IAAF (heute World Athletics genannt) veranstaltet wurde.
Zuletzt wurde der Continentalcup alle vier Jahre ausgetragen und fand letztmals 2018 im tschechischen Ostrava statt. Seit der ersten Austragung hatte sich nicht nur der Name der Veranstaltung geändert, sondern auch das Reglement. Es traten die vier Mannschaften Afrika, Amerika, Australasien (Ozeanien/Asien) und Europa gegeneinander an. In jedem Wettbewerb starteten zwei Mitglieder jeder Mannschaft und bei den Mittel- und Langstrecken drei Mitglieder, wobei auch dort nur die besten zwei Sportler jedes Teams gewertet wurden. Die Siegermannschaft wurde durch Addition der Punkte ermittelt, die die Vertreter der jeweiligen Mannschaft in den einzelnen Disziplinen erzielten. Dabei wurden die Männer- und Frauenergebnisse addiert.

## Geschichte
Die Ausrichtung des Weltcups wurde auf der 30. Versammlung der IAAF im Jahre 1976 beschlossen, beginnend mit der ersten Austragung 1977 in Düsseldorf und danach alle zwei Jahre. Gemäß dem damaligen IAAF-Präsidenten Adriaan Paulen waren die Gründe dafür, dass der Weltcup ins Leben gerufen wurde:
- Die Solidarität und Freundschaft zwischen Athleten auf der ganzen Welt zu stärken.
- Herausragenden Athleten die Möglichkeit zu geben, sich zwischen den Olympischen Spielen zu beweisen.
- Die Entwicklung der Leichtathletik auf der ganzen Welt voranzutreiben.

Die ersten drei Weltcups in den Jahren 1977, 1979 und 1981 fanden wie geplant statt. Wegen der neu entstandenen Leichtathletik-Weltmeisterschaften, die zum ersten Mal 1983 ausgetragen wurden, änderte sich der Zeitraum der Austragung des Weltcups. Ab dem Jahr 1981 sollte der Weltcup alle vier Jahre stattfinden. Diese Regelung wurde jedoch mit dem Weltcup im Jahre 1992, der drei Jahre nach dem Weltcup von 1989 stattfand, durchbrochen. Der nächste Weltcup fand im Jahre 1994 statt. Danach wurde der Vierjahresrhythmus wiederhergestellt.
Die am Weltcup teilnehmenden Athleten vertraten einzelne Staaten oder Kontinente. Teilnahmeberechtigt waren acht Mannschaften – drei Ländermannschaften und fünf Kontinentalauswahlen: Die drei Ländermannschaften waren die Vereinigten Staaten sowie der Gewinner und der Zweitplatzierte des Leichtathletik-Europacups. Dazu kamen die Kontinentalauswahlen von Europa (ohne die beiden Bestplatzierten beim Europacup), des amerikanischen Doppelkontinents (ohne die Vereinigten Staaten), Afrika, Asien und Ozeanien. Hatte das Stadion des Gastgebers eine zusätzliche Laufbahn, so durfte auch der Gastgeber eine Mannschaft aufstellen. Die Ergebnisse der Männer- und Frauenteams wurden bis 2006 getrennt ermittelt.
2008 beschloss die IAAF das aktuelle Format und die Umbenennung der Veranstaltung.
Am 12. März 2020 entschied der Weltleichtathletikverband World Athletics die Veranstaltung einzustellen. Der Continentalcup hatte den Weg zu den Weltmeisterschaften geebnet. Da diese mittlerweile alle zwei Jahre stattfinden, war einer der Gründe zur Einstellung, dass der Bedarf für den Continentalcup nicht mehr so hoch war.

## Veranstaltungsübersicht
| Veranstaltung       | Stadt        | Land                   | Datum                 | Stadion                               | Sportler | Nationen |
| ------------------- | ------------ | ---------------------- | --------------------- | ------------------------------------- | -------- | -------- |
| Weltcup 1977        | Düsseldorf   | BR Deutschland         | 2. bis 4. September   | Rheinstadion                          | 313      | 52       |
| Weltcup 1979        | Montreal     | Kanada                 | 24. bis 26. August    | Olympiastadion                        | 323      | 43       |
| Weltcup 1981        | Rom          | Italien                | 4. bis 6. September   | Olympiastadion                        | 357      | 49       |
| Weltcup 1985        | Canberra     | Australien             | 4. bis 6. Oktober     | Canberra Stadium                      | 328      | 51       |
| Weltcup 1989        | Barcelona    | Spanien                | 8. bis 10. September  | Olympiastadion                        | 392      | 44       |
| Weltcup 1992        | Havanna      | Kuba                   | 25. bis 27. September | Estadio Panamericano                  | 367      | 63       |
| Weltcup 1994        | London       | Vereinigtes Königreich | 9. bis 11. September  | Crystal Palace National Sports Centre | 341      | 50       |
| Weltcup 1998        | Johannesburg | Südafrika              | 11. bis 13. September | Johannesburg-Stadion                  | 335      | 58       |
| Weltcup 2002        | Madrid       | Spanien                | 21. bis 22. September | Estadio de Madrid                     |          |          |
| Weltcup 2006        | Athen        | Griechenland           | 16. bis 17. September | Olympiastadion                        |          |          |
| Continentalcup 2010 | Split        | Kroatien               | 3. bis 5. September   | Stadion Poljud                        |          |          |
| Continentalcup 2014 | Marrakesch   | Marokko                | 13. und 14. September | Stade de Marrakech                    |          |          |
| Continentalcup 2018 | Ostrava      | Tschechien             | 8. und 9. September   | Městský stadion – Vítkovice Aréna     |          |          |

## Bestplatzierte Mannschaften
| Veranstaltung       |        | Cup-Gewinner       | Platz 2                | Platz 3                |
| ------------------- | ------ | ------------------ | ---------------------- | ---------------------- |
| Weltcup 1977        | Männer | DDR                | Vereinigte Staaten     | BR Deutschland         |
| Weltcup 1977        | Frauen | Europa             | DDR                    | Sowjetunion            |
| Weltcup 1979        | Männer | Vereinigte Staaten | Europa                 | DDR                    |
| Weltcup 1979        | Frauen | DDR                | Sowjetunion            | Europa                 |
| Weltcup 1981        | Männer | Europa             | DDR                    | Vereinigte Staaten     |
| Weltcup 1981        | Frauen | DDR                | Europa                 | Sowjetunion            |
| Weltcup 1985        | Männer | Vereinigte Staaten | Sowjetunion            | DDR                    |
| Weltcup 1985        | Frauen | DDR                | Sowjetunion            | Europa                 |
| Weltcup 1989        | Männer | Vereinigte Staaten | Europa                 | Vereinigtes Königreich |
| Weltcup 1989        | Frauen | DDR                | Sowjetunion            | Amerika                |
| Weltcup 1992        | Männer | Afrika             | Vereinigtes Königreich | Europa                 |
| Weltcup 1992        | Frauen | GUS                | Europa                 | Amerika                |
| Weltcup 1994        | Männer | Afrika             | Vereinigtes Königreich | Amerika                |
| Weltcup 1994        | Frauen | Europa             | Amerika                | Deutschland            |
| Weltcup 1998        | Männer | Afrika             | Europa                 | Deutschland            |
| Weltcup 1998        | Frauen | Vereinigte Staaten | Europa                 | Afrika                 |
| Weltcup 2002        | Männer | Afrika             | Europa                 | Vereinigte Staaten     |
| Weltcup 2002        | Frauen | Russland           | Europa                 | Amerika                |
| Weltcup 2006        | Männer | Europa             | Vereinigte Staaten     | Afrika                 |
| Weltcup 2006        | Frauen | Russland           | Europa                 | Amerika                |
| Continentalcup 2010 |        | Amerika            | Europa                 | Afrika                 |
| Continentalcup 2014 |        | Europa             | Amerika                | Afrika                 |
| Continentalcup 2018 |        | Amerika            | Europa                 | Asien-Pazifik          |